# جوخه مرگ

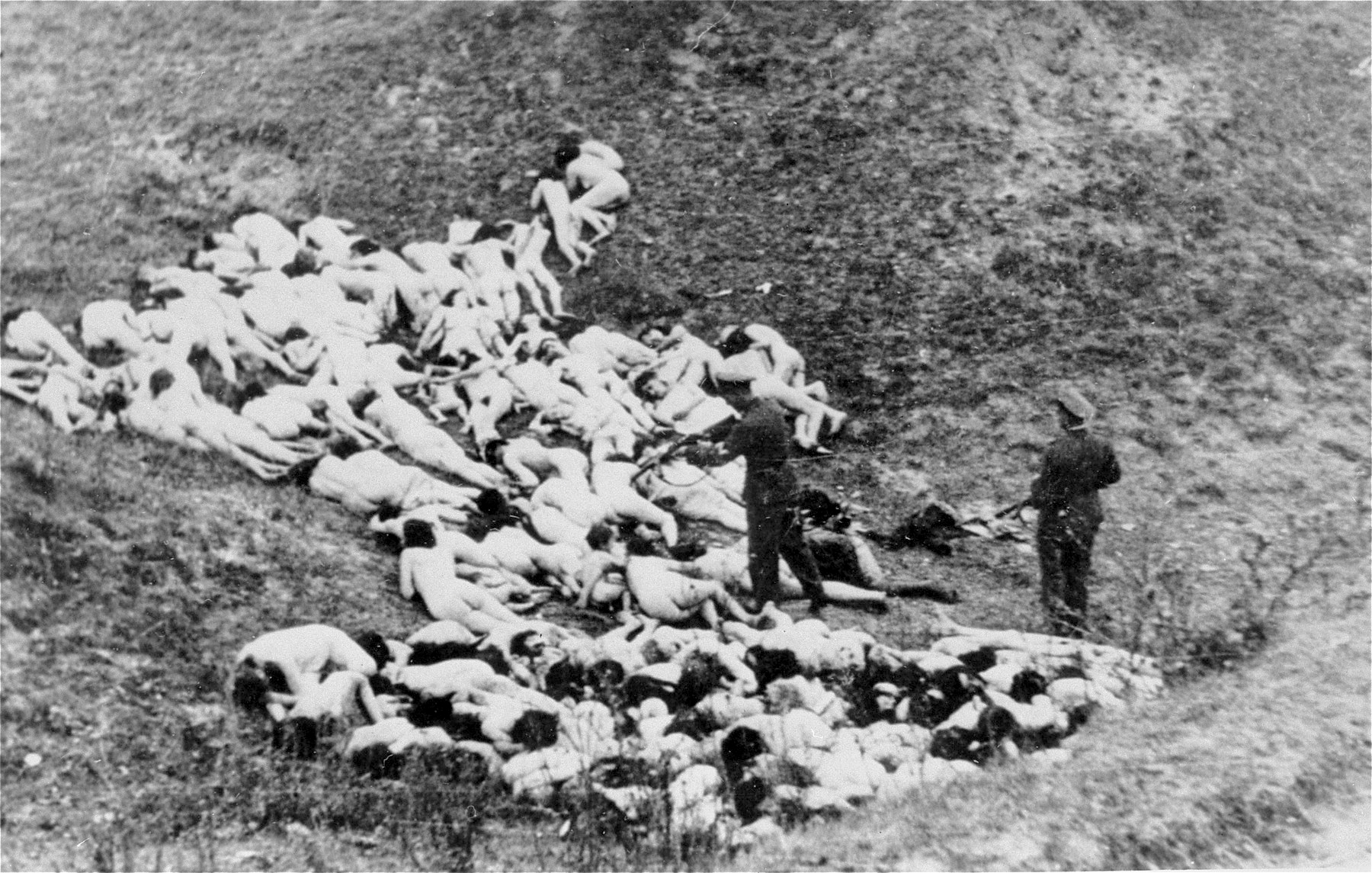
پرونده: یک افسر پلیس آلمانی پس از اعدام دسته جمعی یهودیان از محله یهودی نشین Mizocz، اوکراین، 14 اکتبر 1942، به زنان یهودی که هنوز زنده هستند، تیراندازی می کند.

جوخه مرگ به گروه مسلحی گفته می‌شود که وظیفهٔ آن اعدام فراقضایی یا سربه‌نیست کردن افراد برای اهداف مختلف از جمله سرکوب سیاسی، نسل‌کشی یا تروریسم ا محکومین به اعدام فاقد لباس هستندنقلابی است. این قتل‌ها اغلب طوری انجام می‌شوند که هویت قاتلان آن محرمانه بماند. جوخه‌های مرگ معمولاً حمایت دولت داخلی (تروریسم دولتی) یا خارجی را دارا است. اغلب این گروه‌ها شامل نیروهای پیرا ارتشی، پلیس مخفی، سربازان دولتی یا ترکیبات آن می‌باشند. برخی از این گروه‌ها نیزبه عنوان مأمورین خودخوانده شناخته می‌شوند. در صورتی که جوخه‌های مرگ توسط دولت کنترل نشوند از آن‌ها به عنوان نیروهای شورشی یا جرایم سازمان‌یافته یاد می‌شود.